# Sztandar miasta Poznania
Sztandar miasta Poznania – sztandar miasta Poznania, jeden z jego symboli. Sztandar został poświęcony 29 czerwca 2000 roku. Na co dzień stoi w sali sesyjnej urzędu miasta Poznania.

## Wygląd
Płat ma wymiary 110 × 110 cm, jest osadzony na drzewcu z jasnego drewna zwieńczonym srebrnym orłem wzorowanym na orle znajdującym się na wieży poznańskiego ratusza.
Z jednej strony na białym tle, widnieje herb miasta nad nim pełna oficjalna nazwa miasta „Stołeczne Miasto Poznań”, pod nim znajdują się słowa „Taka chwała Pana, jaka praca nasza”.
Druga strona ma niebieskie tło, znajdują się na nim podobizny Mieszka I i Bolesława Chrobrego, naokoło napis „Tu zaczęły się dzieje narodu, państwa i Kościoła”.